# Démarreur
 (septembre 2013).
Si vous disposez d'ouvrages ou d'articles de référence ou si vous connaissez des sites web de qualité traitant du thème abordé ici, merci de compléter l'article en donnant les références utiles à sa vérifiabilité et en les liant à la section « Notes et références ».
 (13 janvier 2015).
Un démarreur est un système destiné à activer un dispositif qui peut ensuite fonctionner de manière autonome.
L'exemple le plus courant est le démarreur électrique d'un moteur à combustion interne, tel que celui équipant les groupes électrogènes, les engins ferroviaires thermiques ainsi que les véhicules automobiles, non hybrides, les poids-lourds ou les engins de travaux publics.

## Véhicules
Différents véhicules utilisent un démarreur :
AutomobileLe démarreur a pour objectif d'enclencher la mise en rotation d'un moteur à combustion interne à l'aide d'une source d’énergie extérieure (électricité ou air comprimé). Sur les premières automobiles, le lancement du moteur s'effectuait grâce à une manivelle calée en permanence, ou amovible, sur le vilebrequin et que l'on actionnait à la main.
CyclomoteurUn moteurs deux temps avec un cycle complet par tour de vilebrequin et un taux de compression moins élevé que les moteurs à 4 temps est plus simple à démarrer qu'un quatre temps. Pour les cyclomoteurs le démarrage se fait en pédalant voire en poussant. Les cyclomoteurs peuvent être démarrés électriquement ou en utilisant le décompresseur qui permet d'atteindre facilement une vitesse assez élevée avant de mettre le cylindre sous pression et de pouvoir démarrer le moteur.
MotoPour les motos le kick ou le démarreur électrique sont utilisés. Pour le démarrage au kick des moteurs de cylindrée élevée (alésage supérieur à 100 mm), on utilise un décompresseur qui met le cylindre à l'air libre, le temps que le moteur prenne suffisamment de vitesse de rotation pour lui permettre de démarrer.
AéronefsLes aéronefs qu'ils soient à hélice, à turbopropulseur ou à réacteur ont besoin d'un démarreur. Selon les époques il a pris différentes formes (Voir démarreur à poudre noire par exemple).

## Historique
Dans les premières années du XXe siècle, on voit apparaître un certain nombre de systèmes de démarrage à ressort, à lanceur ou à air comprimé[réf. nécessaire].
En 1912, plusieurs types de démarreurs étaient en concurrence, les voitures Adams, S.C.A.T. et Wolseley avaient des démarreurs à air comprimé, et Sunbeam introduisit un moteur de démarreur à air avec une approche similaire de celle employée sur les démarreurs électriques Delco et Scott-Crossley (avec une roue dentée sur une roue libre). Les voitures Star et Adler avaient des moteurs à ressort (parfois dénommés moteurs d'horlogerie), qui utilisaient l'énergie emmagasinée dans un ressort pour entraîner le moteur. Si la voiture n'avait pas démarré, il suffisait de rembobiner le ressort avec la manivelle pour faire un nouvel essai. Les démarreurs électriques, du fait de la faible puissance des batteries de l'époque, furent tout d'abord considérés comme des organes peu fiables.
Vers 1910 l'inventeur Henry Leland crée le démarreur électrique. Cependant, pendant longtemps, on démarre les moteurs de voitures à la manivelle, avec plus ou moins de succès et les moteurs d'avions en tournant l'hélice à la main, ou à l'aide d'une manivelle, et les motocyclettes au kick.

## Description
Sur les automobiles, le démarreur électrique est souvent actionné par la clé de contact tournée en bout de course, alors que les motocyclettes font le plus souvent appel à un bouton au guidon (qui a remplacé le kick-starter). Sur les véhicules ou les groupes électrogènes, le démarreur électrique est un moteur à courant continu à excitation série. 
Longtemps, le démarrage des voitures de course, privées de démarreur électrique s'effectua grâce à un appareil auxiliaire pneumatique ou électrique. Pour le démarrage des gros Diesels équipant les engins de terrassement, on utilise un petit moteur à explosion lancé à la main ou avec un moteur électrique. La mise en route s'opère ainsi sans trop de difficulté, quelle que soit la température ou l'humidité.

## Types de démarreur

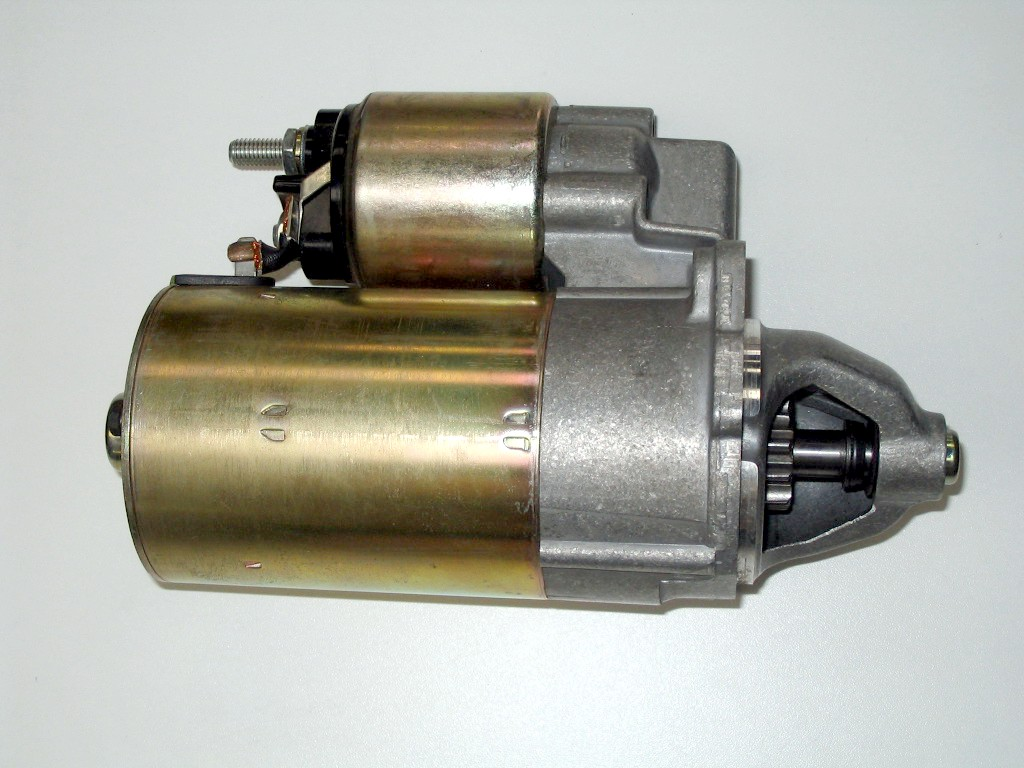
Démarreur électrique automobile.

Il existe différents types de démarreur :
Démarreur à manivelleLe système de démarrage à manivelle était utilisé sur les premiers moteurs à essence avec un faible taux de compression tel que la Ford T. Ce système a perduré jusque dans les années 1950 et même 1970 comme système de démarrage de secours, comme sur la 2 CV Citroën. Ce qui explique pourquoi le numéro des modèles de véhicule Peugeot comportait toujours un 0 au milieu, ce zéro servant au passage de la manivelle.
Démarreur à drisse et enrouleurLe système mécanique de démarrage avec une poignée, une corde et un ressort de rappel est utilisé sur les petits moteurs thermiques tels que sur les tondeuses à gazon.
Démarreur à pied (kick)Présent sur les motocyclettes, une manivelle avec un ressort, appelé kick et une roue libre permettent la mise en rotation de l'arbre du moteur à condition que le taux de compression du moteur ne soit pas trop élevé surtout pour un conducteur de petit gabarit.
Démarreur à air compriméDes bouteilles d'air comprimé comme celles de plongée sous-marine servent de source d’énergie, l'air fait tourner un petit moteur pneumatique qui entraîne le moteur thermique pour lui faire atteindre la vitesse suffisante à son démarrage. Ce système est surtout monté sur des véhicules spéciaux où la batterie risque de geler ou pourrait être exposée à des niveaux de radiation élevés (armée ou groupe électrogène de secours, par exemple dans les centrales nucléaires). On les trouve aussi dans certains avions à hélice opérant dans le grand Nord comme en Alaska.
Démarreur à poudre noireSur certains vieux moteurs Diesel, ou moteurs d'avion, on chauffe une petite chambre parallèle à un cylindre où l’on vaporise du kérosène mis à feu avec une cartouche similaire à celle d'un fusil de chasse sans le projectile. La cartouche est introduite dans un orifice qui donne à l’intérieur de la chambre et un petit coup est donné sur l'amorce de la poudre noire qui s’enflamme très rapidement créant une flamme et une forte pression. Le choc de l'explosion fait que la petite quantité de kérosène s'enflamme immédiatement ce qui a pour effet de générer une surpression rapide dans un cylindre, ce qui permet de démarrer la mise en rotation du moteur. On retrouve ce système sur les vieux tracteurs comme le Bulldog et aussi sur des véhicules Diesel opérant dans les environnements trop froids pour pouvoir utiliser les batteries d'accumulateurs. Un demarreur à poudre est utilisé pour enclencher la combustion du moteur Vulcain d'Ariane 5.

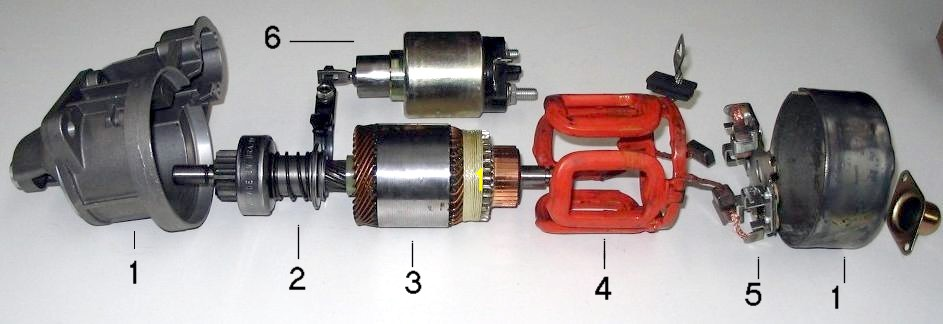
Vue éclatée d'un démarreur électrique :
1 Carter
2 Fourchette et pignons
3 Induit (rotor)
4 Inducteur (stator)
5 Balais et porte-balais
6 Solénoïde

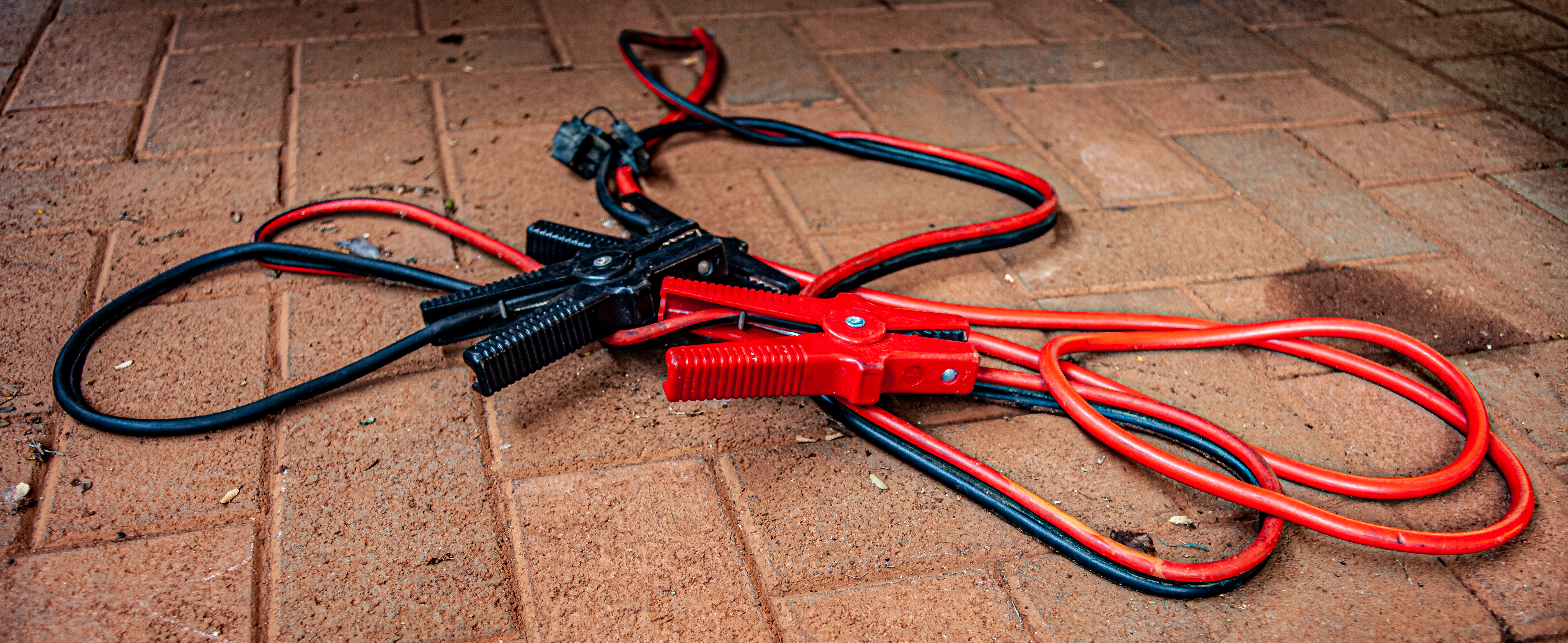
Câble de démarrage.

Démarreur électriqueLe démarreur électrique apporte un confort d'utilisation indéniable aux véhicules à moteur thermique. Cependant, la nécessité d'utiliser une batterie puissante augmente le coût et le poids du véhicule. Cet inconvénient est plus marqué avec les moteurs Diesel puisque ceux-ci nécessitent une plus grande compression et un travail plus long du démarreur.
Bien que le démarreur soit peu sujet aux pannes, mis à part l'usure des charbons, son fonctionnement est conditionné par l'état de la batterie. Le démarreur est un moteur électrique à courant continu à excitation série qui, de ce fait, appelle une intensité de courant proportionnelle à la racine carrée du couple et qui peut délivrer un très fort couple de démarrage. Toutefois, si la batterie n'est pas suffisamment chargée ou pas suffisamment puissante, elle ne sera pas en mesure de fournir ce courant. En cas de charge insuffisante de la batterie, on peut coupler en parallèle une autre batterie de même tension (à l'aide de câbles de démarrage), afin d'être en mesure de fournir l'énergie nécessaire au démarrage du moteur.

## Dans l'aéronautique
Les moteurs servant à propulser les avions sont, à l'origine, des moteurs à combustion interne. On retrouve donc l'ensemble des systèmes de démarrage utilisés pour l'automobile.
Les réacteurs d'avion utilisent l'air comprimé par groupe de puissance auxiliaire pour démarrer.
Le démarrage des réacteurs de fusée est parfois assuré par un « démarreur à poudre » pour lancer les turbo-pompes et assurer l'allumage de la combustion.

### Démarreur à air comprimé ou à explosif
Le taux de compression plus élevé de certains moteurs d'avion ou Diesel, qui est nécessaire pour les vols en altitude, ne permet pas l'utilisation de démarreur électrique, dont le couple n'est pas assez élevé, pour un poids raisonnable. Dans ce cas, on utilise un dispositif de démarrage formé soit d'un réservoir d'air comprimé, soit d'une chambre de détente d'une cartouche à gaz ou à explosif, qui permet de mettre en route le moteur par surpression dans la chambre d'un piston.

### Turbomoteur et réacteurs
Le fonctionnement des turbomoteurs et réacteurs nécessite des vitesses de rotation élevées, associées à des hautes températures et à des pressions élevées. Un dispositif mécanique ou électrique placé directement sur l'axe ou dans la proximité immédiate de la chambre de combustion risquerait d'être exposé à des conditions extrêmes, nécessiterait des batteries de grande capacité et serait donc trop lourd pour une utilisation aéronautique. Pour éviter ce problème, les avions équipés de réacteurs sont démarrés à l'aide d'un groupe auxiliaire de puissance, qui peut être interne (sur les avions de ligne) ou externe (sur les avions militaires).
Le groupe de puissance auxiliaire est une petite turbine qui permet de générer de l'air comprimé et de l'électricité pour démarrer le réacteur. Lui-même est généralement démarré de manière électrique ; une batterie d'accumulateurs ou un câble électrique au sol fournissant l’énergie nécessaire.

## Dans la marine
Les moteurs marins sont caractérisés par leur couple important et leur grande puissance. Selon la taille du moteur, on peut utiliser un autre moteur tel qu'un moteur de camion qui sert de démarreur, ou alors des systèmes spécifiques[réf. nécessaire].

### Démarrage à l'explosif
Pour certains moteurs Diesel géants, la méthode la plus simple et la plus économique est d'utiliser un bâton de dynamite comme démarreur. On place un bâton de dynamite dans le cylindre dont le piston se trouve positionné légèrement après le point mort haut (volume minimal de la chambre). En explosant, la dynamite crée une surpression dans ce piston, ce qui lance le moteur[réf. nécessaire].

## Autres domaines

### Éoliennes
Les éoliennes nécessitent un vent de 15 km/h pour pouvoir démarrer et doivent s’arrêter dès que celui-ci dépasse 90 km/h.
Les éoliennes géantes qui servent à produire de l'électricité sont des dispositifs fragiles et complexes[réf. nécessaire]. Un moteur électrique, voire la génératrice elle-même, est souvent utilisé comme démarreur et comme système d'entretien du mouvement à basse vitesse, l'hélice géante n'étant pas capable de commencer sa rotation par elle-même sous l'effet du vent sans subir de torsion qui risque de l'abimer[réf. nécessaire].

### Turbines et générateurs à gaz
Les turbines et génératrices à gaz qui servent à produire de l'électricité sont démarrées à l'aide de moteurs électriques fixes afin d'enclencher le processus de compression de l'air indispensable avant de commencer à injecter du carburant.

## Autres utilisation du mot démarreur
Dans le domaine de l'électricité de puissance, le démarreur désigne un circuit électrique servant à limiter l'intensité du courant nécessaire à la mise en rotation du moteur.
Dans certains fours ou hauts-fourneaux, on peut utiliser une charge de démarrage, improprement appelée démarreur, pour faire monter, en température, le four ou le haut-fourneau.